# Staustufe Wallstadt
Die Staustufe Wallstadt ist eine Staustufe des Mains bei Mainkilometer 101,37 zwischen Kleinwallstadt und Großwallstadt. Sie staut den Main auf einer Haltungslänge von 11,680 km (Schleuse Klingenberg). Die nächste Schleuse mainabwärts befindet sich knapp 8,5 Kilometer entfernt in Obernau.

## Geschichte
Der Ausbau des Mains durch den Bau von Staustufen erfolgte in mehreren Schritten flussaufwärts. Die Staustufe Wallstadt liegt im dritten Bauabschnitt, der in den Jahren 1926 bis 1941 realisiert wurde.

## Bauwerk
Die Staustufe umfasst eine Wehranlage, eine Kammerschleuse, eine Bootsschleuse, eine Fischtreppe und ein Kraftwerk. Die Staustufe ist Teil der „Route der Industriekultur Rhein-Main“.

### Wehranlage
Die Wehranlage besteht aus drei walzenförmigen Toren aus Stahl, die seitlich jeweils von mächtigen, im Fluss stehenden Wehrpfeilern aus Beton gehalten werden. Oberhalb des Wehrs verläuft ein eiserner Wehrsteg für Wartungsarbeiten.

### Schleuse
Die Kammerschleuse liegt links im Fluss (Gemarkung Großwallstadt) und hat eine Länge von 299,93 m, sowie eine Breite von 12,00 m. Der Main ist hier für Fahrzeuge / Verbände mit einer Länge von 90,00 m und einer Breite von 11,45 m zugelassen (die zulässige Länge darf bei einem Fahrzeug auf bis zu 110,00 m und bei einem Verband auf bis zu 190,00 m erhöht werden, wenn das Fahrzeug oder der Verband mit einer aktiven Bugsteuereinrichtung und einer Sprechverbindung zwischen Steuerstand und Spitze des Fahrzeugs oder Verbandes ausgerüstet ist).
Zwischen Wehr und Schleusenkammer befindet sich eine Bootsschleuse mit einer Nutzbreite von 2,50 m und einer Nutzlänge von 12 m. Diese ist auf Funkkanal 78 erreichbar.

### Kraftwerk
Das zur Staustufe gehörende Laufwasserkraftwerk befindet sich auf der rechten Flussseite (Gemarkung Kleinwallstadt) und ist seit 1930 in Betrieb. Das Kraftwerk gehört der Rhein-Main-Donau GmbH und wird von Uniper betrieben. Bei einer Fallhöhe von 4 Metern erzeugen die beiden Kaplan-Turbinen eine Ausbauleistung von 3,40 MW, was einem Regelarbeitsvermögen von 21,0 GWh pro Jahr entspricht.